# Paralacydes wallengreni
Paralacydes wallengreni là một loài bướm đêm thuộc phân họ Arctiinae, họ Erebidae.